# Wauwatosa
Wauwatosa est une ville située dans le comté de Milwaukee, dans l'État du Wisconsin, aux États-Unis. Au recensement de 2012, sa population était de 47 068 habitants.

## Géographie
D'après le Bureau de recensement des États-Unis, la ville avait une superficie totale de 34,32 km2. Elle est limitrophe de la ville de Milwaukee.

## Patrimoine
- La Wauwatosa Cemetery Chapel est une chapelle du XIXe siècle située dans le cimetière de la ville. Elle est inscrite au Registre national des lieux historiques depuis le 12 juin 2023.